# Viktor Kazántsev
Víktor Guérmanovich Kazántsev (Kójanava, RSS de Bielorrusia, 26 de febrero de 1946-Krasnodar, Rusia, 14 de septiembre de 2021) fue representante plenipotenciario del Presidente de la Federación de Rusia en el Distrito Federal Sur de 2000 a 2004. Realizó negociaciones primarias entre el gobierno ruso y la oposición chechena. Condecorado con el título de Héroe de la Federación de Rusia, participó en la coordinación de las respuestas del gobierno a varias acciones violentas en Chechenia. Kazánstev también participó en la coordinación del intento de rescate durante la toma de rehenes en el teatro de Moscú, que tuvo lugar en octubre de 2002.

## Educación
Kazántsev completó la Escuela Militar Suvórov de Sverdlovsk en 1963, la Escuela Superior de Comando Militar de Leningrado en 1966, la Academia Militar Frunze en 1970 y la Academia del Estado Mayor Soviético en 1987.

## Servicio militar

### Unión Soviética
Kazántsev comenzó su carrera como comandante de pelotón en 1966 y sirvió en Transcaucasia, Asia Central, Afganistán (1979) y con el Grupo Central de Fuerzas en Checoslovaquia. Fue asesor militar del gobierno de Kazajistán en 1991.

### Rusia
De 1991 a 1993, Kazántsev fue primer subjefe de personal y luego subcomandante del Distrito Militar del Transbaikal para el entrenamiento de combate. Desde abril de 1993 hasta febrero de 1996, fue jefe de Estado Mayor y primer subcomandante del Distrito Militar del Transbaikal. De febrero de 1996 a julio de 1997, fue primer subcomandante del Distrito Militar del Cáucaso Norte, y luego de julio de 1997 a mayo de 2000, Comandante del Distrito Militar del Cáucaso Norte.
Desde agosto de 1999 hasta abril de 2000, Kazántsev fue Comandante del Grupo Aliado de las Fuerzas Federales en el Cáucaso Norte, mientras mantuvo el puesto de comandante del Distrito Militar del Cáucaso Norte. En enero de 2001, se convirtió en miembro del Cuartel General Operativo para la gestión de acciones antiterroristas en la región del Cáucaso del Norte, creado por decreto del Presidente de la Federación de Rusia.

## Actividad política
En mayo de 2000, Kazántsev fue nombrado representante del presidente en el Distrito Federal del Sur de Rusia. El 9 de marzo de 2004, fue destituido de este cargo y reemplazado por el ex vice primer ministro Vladímir Yákovlev.

## Premios y reconocimientos

### Unión Soviética
- Orden de la Estrella Roja
- Orden del Servicio a la Patria en las Fuerzas Armadas de la URSS 2.ª y 3.ª clases
- Medalla por el Servicio de Combate
- Medalla Conmemorativa por el Centenario del Natalicio de Lenin
- Medalla Conmemorativa del 20.º Aniversario de la Victoria en la Gran Guerra Patria de 1941-1945
- Medalla de Veterano de las Fuerzas Armadas de la URSS
- Medalla del 50.º Aniversario de las Fuerzas Armadas de la URSS
- Medalla del 60.º Aniversario de las Fuerzas Armadas de la URSS
- Medalla del 70.º Aniversario de las Fuerzas Armadas de la URSS
- Medalla por Servicio Impecable 1.ª, 2.ª y 3.ª clases

### Federación de Rusia
- Héroe de la Federación de Rusia[6]
- Orden al Mérito Militar
- Medalla Conmemorativa del 300.º Aniversario de la Armada de Rusia
- Medalla Conmemorativa del 850.º Aniversario de Moscú